# Liste der Bahnhöfe und Haltepunkte in Görlitz und Zgorzelec

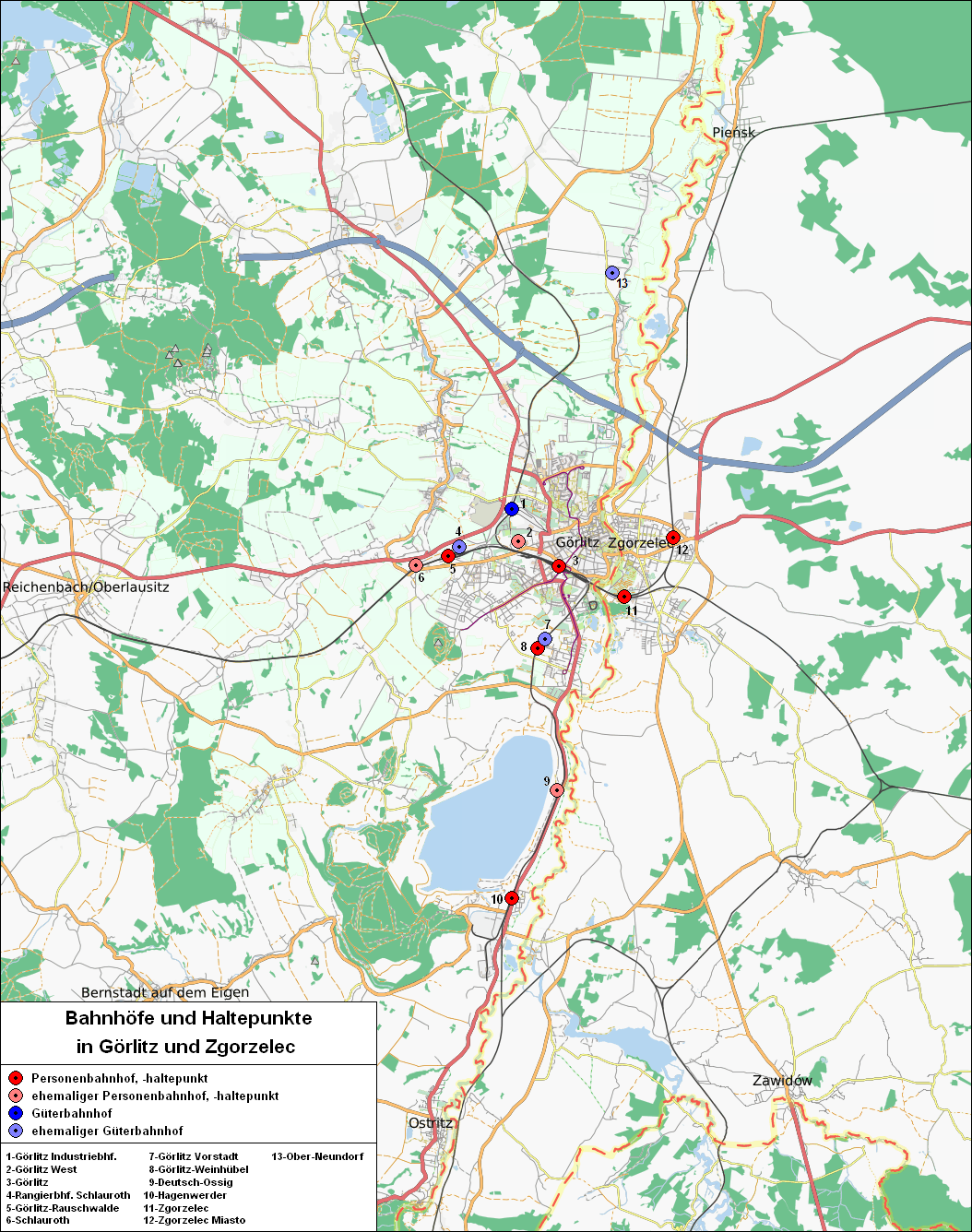
Die Bahnhöfe und Haltepunkte auf den Stadtgebieten von Görlitz und Zgorzelec

Die Liste der Bahnhöfe und Haltepunkte in Görlitz und Zgorzelec umfasst alle Bahnstationen des Personen- und Güterverkehrs auf den Stadtgebieten der deutsch-polnischen Nachbarstädte Görlitz und Zgorzelec. Die Stadt Görlitz war bis zum Ende des Zweiten Weltkrieges ein bedeutender Eisenbahnknoten im Personennah- und -fernverkehr sowie im Güterverkehr. Mit der Grenzziehung entlang der Lausitzer Neiße nach dem Krieg und der politischen Wende 1989/1990 verlor er jedoch seine einstige Bedeutung und ist heute lediglich ein Regionalknoten in der östlichen Oberlausitz.
Bis 1945 gehörte der östlich der Neiße gelegene Bahnhof Görlitz-Moys (heute: Bahnhof Zgorzelec) im damaligen Görlitzer Stadtteil Moys auch zu den Stationen auf Görlitzer Stadtgebiet. Er ist heute neben dem Haltepunkt Zgorzelec Miasto eine von zwei Zugangsstellen in der polnischen Nachbarstadt Zgorzelec.

## Hinweise zu den Angaben in den Tabellen
- In der Spalte Bild ist – wenn vorhanden – ein Bild der historischen oder aktuellen Bahnstation oder eines markanten Bauwerks der Station eingefügt.
- In der Spalte Bemerkung sind eine kurze Beschreibung, Anmerkungen zur Geschichte und gegebenenfalls bauliche Angaben zur Station angegeben.
- Die Spalte Strecken gibt an, an welchen Bahnstrecken und an welchem Streckenkilometer die Station liegt. Die Erläuterung zu den verwendeten Abkürzungen befindet sich unterhalb der Tabelle.
- In den Spalten Datum der Eröffnung und Datum der Schließung ist jeweils das Datum der offiziellen Inbetriebnahme bzw. der Außerbetriebnahme der Bahnstation angegeben. Der „–“ in der Spalte Datum der Schließung zeigt an, dass die Station noch betrieben wird. Die Spalten sind sortierbar.
- Die Spalte Stadt- bzw. Ortsteil gibt den jeweiligen Stadt- bzw. Ortsteil innerhalb der Städte Görlitz und Zgorzelec an. Zusätzlich sind die Geokoordinaten in der Spalte angegeben. Die Spalte ist nach den Stadt- und Ortsteilen sortierbar.

## Bahnstationen
| Name der Station          | Bild                                                                                      | Bemerkung | Strecken                                                  | Eröffnung     | Schließung    | Stadt- bzw. Ortsteil                                |
| ------------------------- | ----------------------------------------------------------------------------------------- | --- | --------------------------------------------------------- | ------------- | ------------- | --------------------------------------------------- |
| Deutsch-Ossig             |                                                                                           | Das erste Empfangsgebäude des Haltepunkts Deutsch-Ossig stand westlich der Bahngleise. Mit der Verlegung des zweiten Streckengleises zwischen Görlitz und Nikrisch (heute: Hagenwerder) erhielt der Haltepunkt 1909 ein neues flaches Dienstgebäude auf der Ostseite der Gleise sowie einen zweiten Bahnsteig. 1946 wurde das zweite Streckengleis demontiert. Am 23. Mai 1985 wurde die Strecke in diesem Bereich verlegt, da sie im Abbaugebiet des Tagebaus Berzdorf lag. Deutsch-Ossig erhielt einen neuen Haltepunkt mit Betonwartehalle an der heutigen Bundesstraße 99. Infolge der Erweiterung des Tagebaus wurden die Einwohner des Dorfes später umgesiedelt und der Haltepunkt 1993 geschlossen. | GH (km 214,01)                                            | 1880          | 22. Mai 1993  | Deutsch-Ossig 51° 5′ 42″ N, 14° 58′ 40″ O           |
| Görlitz                   | weitere Bilder                                                                            | Der Bahnhof Görlitz ist der zentrale Bahnhof der Stadt. Das erste Bahnhofgebäude und die umliegenden Bahnanlagen wurden in den Jahren 1867 bis 1869 erheblich erweitert. Das heutige Bahnhofsensemble entstand erst zwischen 1906 und 1917. | BG (km 207,92) DG (km 0,00) GH (km 207,92) GW (km 253,00) | 1. Sep. 1847  | –             | Innenstadt, Südstadt 51° 8′ 50″ N, 14° 58′ 45″ O    |
| Görlitz Industriebahnhof  | Görlitz Industriebahnhof                                                                  | Die Station dient der Übergabe und Übernahme von Güter- bzw. Reisezugwagen zum bzw. vom Waggonbau Görlitz, der über ein Anschlussgleis an den Industriebahnhof angeschlossen ist. Die Bezeichnung des Bahnhofs wechselte häufiger, so trug er die Namen Schlauroth Ost, Übergangsbahnhof Schlauroth Ost oder Görlitz Übergabebahnhof. Er war der Güterbahnhof der Görlitzer Kreisbahn und verfügte über eine Gleiswaage, Kohlebansen und einen Wasserkran. Hier wechselten einst die Güterwaggons von den Gleisen der Staatsbahn auf die Gleise der privaten Görlitzer Kreisbahn. Auf dem Gelände befand sich auch der Lokschuppen der Kreisbahngesellschaft. Im Jahr 1955 bezog die Wagenausbesserungsstelle Görlitz den ehemaligen Kreisbahnlokschuppen am Leontinenhof. | BG (km 205,89) GöKrb (km 1,00)                            | 20. März 1905 | –             | Innenstadt 51° 9′ 32″ N, 14° 57′ 34″ O              |
| Görlitz-Rauschwalde       | Blick von der Fußgängerüberführung auf die Bahnsteige des Haltepunkts Görlitz-Rauschwalde | Seit den 1980er Jahren forderten zahlreiche Eisenbahner des nahegelegenen Rangierbahnhofs, des Ausbesserungswerks, der Hochbaumeisterei und des Entwicklungs- und Erprobungszentrums für die automatische Mittelpufferkupplung den Bau eines Haltepunktes an der Fußgängerbrücke an der Helmut-von-Gerlach-Straße. Dieser Haltepunkt wurde jedoch erst Ende der 1990er Jahre verwirklicht. Mit der Eröffnung des Haltepunktes Görlitz-Rauschwalde wurde der in Schlauroth geschlossen. Mittlerweile waren jedoch alle Bahneinrichtungen bis auf das ehemalige Erprobungszentrum auf dem Gelände des Schlaurother Rangierbahnhofes geschlossen. Im Jahr 2000 erhielt die Station bei der Verlegung des zweiten Streckengleises auch einen zweiten Bahnsteig. | DG (km 3,05)                                              | 29. Sep. 1999 | –             | Rauschwalde 51° 8′ 57″ N, 14° 56′ 10″ O             |
| Görlitz Vorstadt          | weitere Bilder                                                                            | Die Güterstation hatte zwei Gütergleise und ein 270 Meter langes Anschlussgleis zur Holzimprägnieranstalt Silbermann & Knothe. Nach der Verlegung des zweiten Streckengleises zwischen Görlitz und Nikrisch (heute: Hagenwerder) wurde die Station zu Gunsten der neuen Station Posottendorf-Leschwitz (heute: Görlitz-Weinhübel) 200 Meter weiter südlich aufgegeben. Das 2½-geschossige Dienstgebäude wurde nach der Schließung noch als Beamtenwohnhaus genutzt. | GH (≈ km 210,50)                                          | 1. Juni 1875  | 1. Okt. 1910  | Weinhübel 51° 7′ 51″ N, 14° 58′ 24″ O               |
| Görlitz-Weinhübel         | Ehemaliges Stationsgebäude des einstigen Bahnhofs Weinhübel                               | Der Bahnhof entstand nach dem zweigleisigen Ausbau der Bahnstrecke zwischen Görlitz und Nikrisch (heute: Hagenwerder) westlich des Dorfes Posottendorf-Leschwitz (heute: Weinhübel). Das zweite Streckengleis wurde jedoch bereits 1946 wieder demontiert. Das Dienstgebäude besaß einen Güterschuppen mit Seitenladerampe für den Ortsgüterverkehr. Seit dem Jahr 1996 ist die Betriebsstelle nur noch ein unbesetzter Haltepunkt. Er soll möglicherweise nach der Fertigstellung des Haltepunktes am Berzdorfer See geschlossen werden. | GH (km 210,76)                                            | 2. Okt. 1910  | –             | Weinhübel 51° 7′ 45″ N, 14° 58′ 15″ O               |
| Görlitz West              | Ostseite des Bahnhofsgebäudes der Görlitzer Kreisbahn                                     | Der Bahnhof Görlitz West trug bis zur Umbenennung den Namen Görlitz Rauschwalder Straße. Er gehörte bis zum Ende des Zweiten Weltkrieges der Görlitzer Kreisbahn AG. Das massive Empfangsgebäude entstand 1913 und löste das vorherige Provisorium ab. Seit dem 1. Juli 1948 endeten die Züge der Görlitzer Kreisbahn im Bahnhof Görlitz. | GöKrb (km 0,00)                                           | 31. Mai 1905  | 30. Juni 1948 | Innenstadt 51° 9′ 6″ N, 14° 57′ 48″ O               |
| Hagenwerder               | weitere Bilder                                                                            | Der Bahnhof trug ebenso wie der Ort bis zur Umbenennung slawisch stämmiger Ortsnamen 1936 den Namen Nikrisch. Südlich des Bahnhofes trennten sich bis zum Ende des Zweiten Weltkrieges die Strecken nach Seidenberg und nach Zittau. Seit der Sprengung der Neißebrücke am 7. Mai 1945 ist die Seidenberger Bahn unterbrochen. | ZN (km 23,613) GH (km 217,42)                             | 1. Juni 1875  | –             | Hagenwerder 51° 4′ 13″ N, 14° 57′ 37″ O             |
| Ober-Neundorf             |                                                                                           | Die Ladestation in Ober-Neundorf war Teil der 1976 von der Nationalen Volksarmee errichteten strategischen Bahn zwischen DDR und Volksrepublik Polen, die im Falle der Zerstörung der Eisenbahnbrücken über die Lausitzer Neiße in Horka und Görlitz in Betrieb genommen werden sollte. In Ober-Neundorf zweigte östlich der Krauschaer Straße ein Gleis ab, das im Kriegsfall als Ladestation dienen sollte. | SB                                                        | 1976          | 22. Apr. 1993 | Ober-Neundorf 51° 12′ 55″ N, 14° 59′ 49″ O          |
| Schlauroth                |                                                                                           | Auf Bitte der Einwohner von Holtendorf, Markersdorf, Pfaffendorf und Schlauroth eröffneten die Königlich Sächsischen Staatseisenbahnen 1891 den Haltepunkt Schlauroth mit zwei Bahnsteigen westlich des Bahnüberganges der Görlitz-Bautzener Chaussee. Der Haltepunkt musste 1909 auf Grund des neuentstehenden Verschiebebahnhofes Schlauroth um 100 Meter nach Osten verschoben werden. Mit der Verlegung entstand auf dem südlichen Bahnsteig ein massives Dienstgebäude mit Dienst- und Warteraum. Der Haltepunkt wurde Ende der 1990er Jahre zu Gunsten des Haltepunkts Görlitz-Rauschwalde geschlossen. | DG (km 3,91)                                              | 1. Dez. 1891  | 28. Sep. 1999 | Schlauroth 51° 8′ 46″ N, 14° 55′ 21″ O              |
| Rangierbahnhof Schlauroth | weitere Bilder                                                                            | Mit der Erweiterung des Görlitzer Bahnhofes sollte die Güterverkehrsabfertigung verlegt werden. Es gab Erwägungen den Vorortbahnhof Posottendorf-Leschwitz (heute: Görlitz-Weinhübel) als Güterbahnhof auszubauen. Jedoch scheiterten diese Pläne auf Grund der schwierigen Geländeverhältnisse und der Standort bei Schlauroth und Rauschwalde wurde für den Bau eines Güterbahnhofes vorgezogen. Die Bauarbeiten am Verschiebebahnhof Schlauroth im Westen der Stadt wurden 1906 aufgenommen. 1909 wurde er dem Verkehr übergeben. | Güterbahn (km 3,24)                                       | 1. Nov. 1909  | 10. Jan. 1994 | Rauschwalde, Schlauroth 51° 8′ 59″ N, 14° 55′ 57″ O |
| Zgorzelec                 | weitere Bilder                                                                            | Der Bahnhof wurde erst mit der Bahnstrecke nach Lauban (heute: Lubań) erbaut, obwohl bereits seit 1847 die Bahnstrecke von Görlitz nach Kohlfurt (heute: Węgliniec) an dem Dorf Moys vorbeiführte. Er hieß damals Moys b. Görlitz. Im Jahr 1876 wurde das heutige Bahnhofsgebäude in Keillage zwischen den beiden Strecken errichtet. Ab Mai 1933 hieß der Bahnhof Görlitz-Moys. Die Sprengung des nahen Neißeviaduktes am Abend 7. Mai 1945 durch Wehrmachtsverbände trennte den östlich der Lausitzer Neiße gelegenen Bahnhof vom westlich des Flusses gelegenen Bahnhof Görlitz. Nach Ende des Krieges mussten die östlich der Lausitzer Neiße gelegenen Gebiete an Polen abgetreten werden. Der Bahnhof lag nun im Zgorzelecer Stadtteil Ujazd und wurde 1948 in Zgorzelec-Ujazd umbenannt. Seit 1957 verkehren wieder Züge über wiedererrichteten Viadukt in die deutsche Nachbarstadt. | GW (km 26,532) ZgW (km 201,433)                           | 1865          | –             | Zgorzelec Ujazd 51° 8′ 23″ N, 15° 0′ 11″ O          |
| Zgorzelec Miasto          | weitere Bilder                                                                            | Nach dem Ende des Zweiten Weltkrieges begann die polnische Bahn dem Bau einer Verbindungskurve zwischen der Bahnstrecke Węgliniec–Görlitz und der Bahnstrecke Zgorzelec–Wałbrzych, die die Umfahrung des Bahnhofes Zgorzelec-Ujazd ermöglichte. Um jedoch für durchgängig verkehrende Züge einen Personenhalt in Zgorzelec zu ermöglichen baute man gleichzeitig den Haltepunkt Zgorzelec Miasto. Die Bahnsteige und Gleise wurden in den Jahren 2006 und 2007 im Rahmen des deutsch-polnischen Abkommens zur Zusammenarbeit bei der Weiterentwicklung der Eisenbahnverbindungen aus dem Jahr 2003 grundlegend saniert. | GW (km 24,555)                                            | 1948          | –             | Zgorzelec 51° 9′ 13″ N, 15° 1′ 13″ O                |

Bahnstrecken:
- BG – Berlin Görlitzer Bf – Görlitz
- DG – Görlitz – Dresden-Neustadt
- GH – Görlitz – Hagenwerder (– Seidenberg)
- GW – Węgliniec – Görlitz (Kilometrierung wechselt an der Staatsgrenze)
- GöKrb – Görlitzer Kreisbahn
- SB – Strategische Bahn Charlottenhof–Lasów
- ZN – Zittau – Hagenwerder
- ZgW – Zgorzelec – Wałbrzych